# Silvio Blatter
Pour les articles homonymes, voir Blatter.
 (juin 2010).
Si vous disposez d'ouvrages ou d'articles de référence ou si vous connaissez des sites web de qualité traitant du thème abordé ici, merci de compléter l'article en donnant les références utiles à sa vérifiabilité et en les liant à la section « Notes et références ».
Silvio Blatter, né le 25 janvier 1946 à Bremgarten, est un écrivain suisse.

## Biographie
Silvio Blatter a grandi dans une famille prolétaire. Entre 1962 et 1966 il suit les cours du centre de formation professionnelle pour les professeurs à Wettingen. Il travaille ensuite pendant six ans comme professeur d’école primaire à Aarau puis, dès 1970, dans une entreprise industrielle métallurgique. En 1972, il commence des études de littérature allemande et de linguistique à l'université de Zurich puis reprend un travail dans une entreprise industrielle en 1974.
En 1975, il suit une formation pour des pièces radiophoniques auprès de la radio nationale DRS. Après des séjours à Amsterdam et Husum, il s'installe à Zurich comme écrivain libre. Aujourd’hui, Blatter vit à Oberglatt dans le Canton de Zurich.

## Prix
- 1972 : Prix de promotion de la ville Zurich
- 1974 : Prix Conrad Ferdinand Meyer
- 1978 : Prix de promotion de la ville Zürich
- 1979 : Prix de la Neue Literarische Gesellschaft

## Source bibliographique
- « Silvio Blatter : ici et maintenant », Anne-Marie Gresser, in La littérature suisse-allemande d’aujourd‘hui  (ISBN 978-2-7574-0125-5), p. 17-28.